# 12. hercegovska brigada (NOVJ)
Za druge 12. brigade glejte 12. brigada.
12. hercegovska brigada (srbohrvaško 12. hercegovačka brigada) je bila brigada v sestavi Narodnoosvobodilne vojske in partizanskih odredov Jugoslavije in ki je delovala med drugo svetovno vojno na področju Kraljevine Jugoslavije.

## Organizacija
- štab
- 3x bataljon